# França nos Jogos Olímpicos de Verão de 1984
A França participou dos Jogos Olímpicos de Verão de 1984 em Los Angeles, nos Estados Unidos.